# Cercapou
Il Cercapou è un'opera letteraria di tematica religiosa che è attribuita a Francesc Eiximenis. Fu scritta in Catalano durante il secolo XIV oppure il secolo XV.

## Edizione
Quest'opera fu trascritta e pubblicata dallo specialista italiano Giuseppe Edoardo Sansone fra 1957 e 1958.

## Determinazione dell'autore
L'erudito svizzero Curt Wittlin determinò che questo libro non scritto direttamente da Eiximenis, ma egli lo utilizzò come fonte. Secondo Wittlin, l'autore anonimo del Cercapou copiò più o meno letteralmente alcune segmenti della parte finale del Llibre de les dones di Eiximenis nella sezione finale del libro. La parte che non era una copia di Eiximenis, sarebbe una copia dell'anonimo Espill de consciència (Specchio di coscienza).